# Diplôme universitaire d'études technologiques internationales
 (novembre 2019).
Le Diplôme Universitaire d'Études Technologiques Internationales (DUETI) est un diplôme d'université français créé par l'ADIUT (Association des Directeurs d'IUT) et faisant suite à l'obtention d'un Diplôme universitaire de technologie,. Il s'agit d'un séjour d'étude à l'étranger, composé d'un ou de deux semestres, et succédant à deux années d'études validées en Institut Universitaire de Technologie (IUT). Son objectif est de : « permettre aux étudiants titulaires d’un DUT de compléter leur formation technique par une année dans un établissement étranger partenaire, dans l’optique de donner une dimension internationale à leur parcours et de leur permettre de se perfectionner dans une langue étrangère ou découvrir un contexte culturel différent ».
Il est également possible pour les étudiants souhaitant effectuer un DUETI de choisir d'étudier durant cette année une autre spécialité que celle étudiée durant leur DUT.

## Aspects administratifs
Le DUETI étant un diplôme d’université et non pas un diplôme national, il ne se substitue donc pas au statut d'une Licence et ne donne pas droit à une admission immédiate en Master.
Durant son année de mobilité, l'inscription de l'étudiant international dans son IUT d'origine est maintenu. Les frais de scolarité et d'inscriptions restent ainsi les mêmes que lors des deux années précédentes. Toutefois, selon les établissements partenaires, des frais d'inscriptions ou de scolarités peuvent être à prévoir sur place.
Un étudiant en DUETI peut bénéficier de plusieurs financements : une bourse de l'association Erasmus+ si l'année d'étude est effectuée en Europe, une bourse sur critères sociaux délivrée par le Crous, et éventuellement une bourse de mobilité internationale fournie par la région.
Il ne faut pas confondre DUETI et DUSTI (Diplôme d’Université de Stage Technologique International). En effet, il est également possible, dans certains IUT, d'effectuer une mobilité internationale dans le cadre d'un stage réalisé à l'étranger. Ce stage peut être d'une durée d'un ou deux semestres. Certains instituts conservent néanmoins l'appellation DUETI pour ces mêmes stages internationaux.

## Conditions d'admission
La sélection des étudiants admis se fait sur dossier. Les conditions requises sont l'obtention d'un BUT au cours de l'année, l'aval des professeurs de ces étudiants lors d'une commission et d'un jury de sélection et l'étude d'un dossier de motivation préalablement emplis par l'étudiant. Dans ce dossier de motivation, sont attendues par les Relations Internationales de l'IUT de bonnes connaissances du pays concerné, de sa culture et de son langage.

## Conditions de validation
La validation du DUETI est soumise, selon la « Charte de Qualité DUETI », aux critères suivants :  
- Rédaction d'un mémoire de mobilité portant sur le domaine d'étude de l'étudiant durant sa mobilité internationale[6] ;
- Soutenance de ce même mémoire devant un jury composé d'enseignants de l'IUT une fois de retour en France[4] ;
- Validations de 30 crédits ECTS pour un séjour d'un semestre au sein de l'université partenaire ou de 60 crédits ECTS pour un séjour de deux semestres[2].

Cependant, ces trois critères de validation peuvent être variables selon les IUT.

## Poursuites d'études
Un Diplôme Universitaire d'Études Technologiques Internationales est un diplôme équivalent à une troisième année supérieure, mais sans pour autant remplacer la validation d'une troisième année de Licence. De ce fait, « L’absence de reconnaissance à bac+3 par le Ministère de l’Enseignement supérieur freine certains [de nos] étudiants (Corinne Dogué, IUT de Paris 5) ».
Toutefois, il est possible d'entamer, auprès des établissements d'études supérieurs visés pour une poursuite d'étude, une procédure de Validation des Acquis de l'Expérience (VAE) ou Professionnels (VAP).